# Eine geschiedene Frau
Eine geschiedene Frau ist eine Miniserie des ZDF in sechs Episoden, die 1973 produziert und ab Januar 1974 sonntags im Abendprogramm ausgestrahlt wurde. Die Serie schildert die Situation einer älteren nach 30 Ehejahren plötzlich alleinstehenden Frau aus der Perspektive der frühen 1970er-Jahre.

## Handlung
Die Hausfrau und Mutter Erika Seipold (Inge Meysel) steht nach vielen Ehejahren plötzlich alleine da, als ihr Ehemann Robert sie wegen einer anderen Frau verlässt. Während ihrer Ehe hat sie den Haushalt geführt und die gemeinsamen Kinder großgezogen, jedoch nie einen Beruf erlernt oder ausgeübt. So fällt sie nach der Scheidung nicht nur in ein seelisches Loch, sondern muss sich auch mit Existenzängsten auseinandersetzen. Hilfe und Verständnis für ihre Situation findet sie bei ihren Freunden und Bekannten, ja sogar bei ihren erwachsenen Kindern, kaum. Tochter Brigitte, mit einem verheirateten Mann befreundet, hat wenig Zeit für ihre Mutter und der nach Schweden ausgewanderte Sohn Klaus, mit einer Schwedin verheiratet und Vater zweier Kinder, sieht mehr seine eigenen Probleme als die der Mutter. So muss Erika Seipold alleine versuchen, wieder auf die Beine zu kommen und den Makel des scheinbar nutzlosen Mitgliedes der Gesellschaft abzustreifen.

## Hintergrund
Die Rolle einer geschiedenen Frau im Alter von über 50 Jahren im Kontext der 1970er wird von Inge Meysel sehr überzeugend wiedergegeben. Die einstündigen manchmal bedrückenden Folgen liefen sonntags zur besten Sendezeit.

## Episoden
| Folge | Titel                      | Ausstrahlung     |
| ----- | -------------------------- | ---------------- |
| 1     | Je später der Abend        | 13. Januar 1974  |
| 2     | Reise nach Stockholm       | 27. Januar 1974  |
| 3     | Der Probemonat             | 10. Februar 1974 |
| 4     | Warten auf Ioannina        | 24. Februar 1974 |
| 5     | Der Kursus                 | 10. März 1974    |
| 6     | Entscheidung in Westerland | 24. März 1974    |